# Villette-lès-Arbois
Villette-lès-Arbois is een gemeente in het Franse departement Jura (regio Bourgogne-Franche-Comté) en telt 304 inwoners (1999). De plaats maakt deel uit van het arrondissement Lons-le-Saunier.

## Geografie
De oppervlakte van Villette-lès-Arbois bedraagt 5,4 km², de bevolkingsdichtheid is 56,3 inwoners per km².

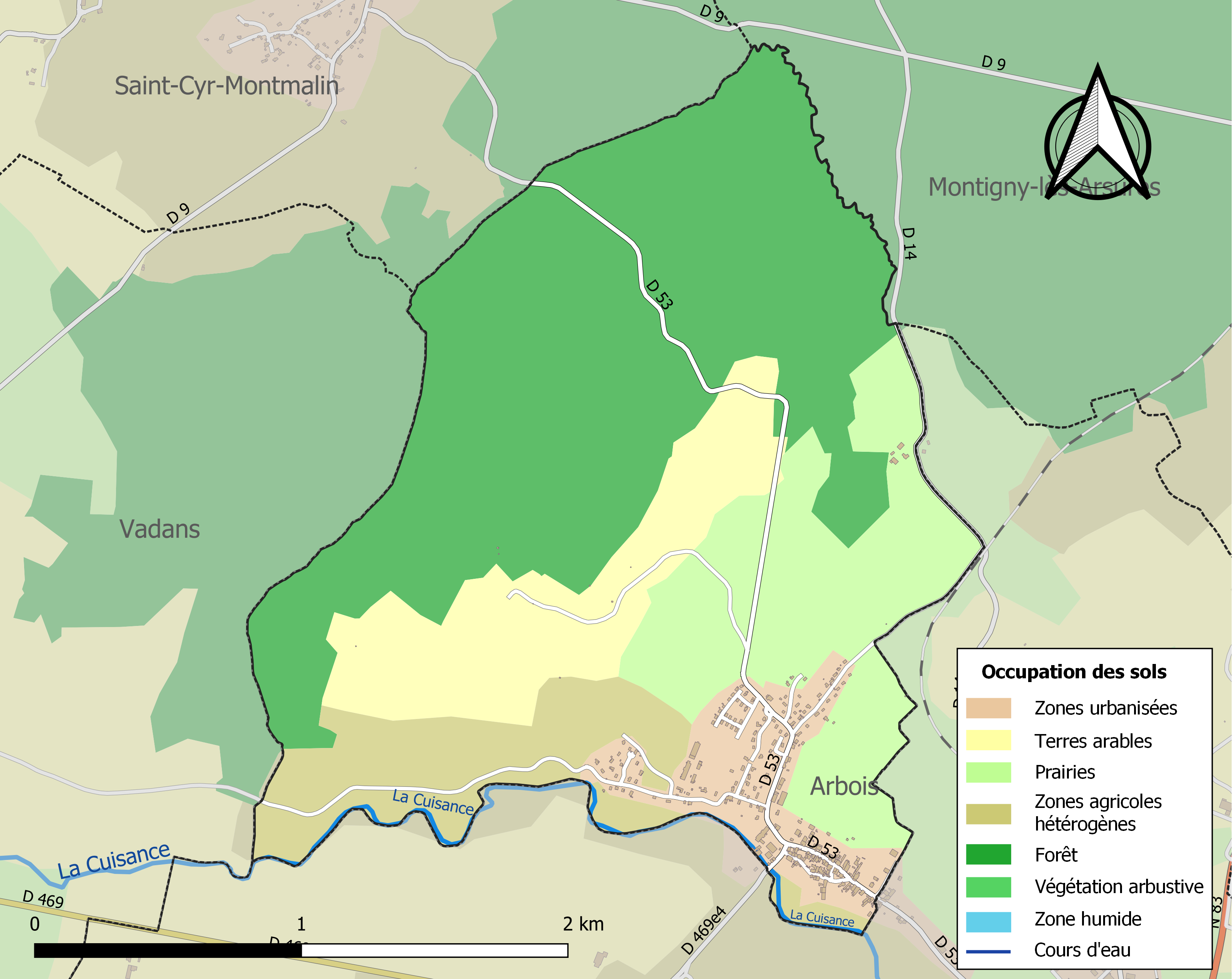
Kaart van de gemeente met de belangrijkste infrastructuur, bodemgebruik en omliggende gemeenten

## Demografie
Onderstaande figuur toont het verloop van het inwonertal (bron: INSEE-tellingen).